# هیروشی ایناگاکی
هیروشی ایناگاکی (انگلیسی: Hiroshi Inagaki؛ ۳۰ دسامبر ۱۹۰۵ – ۲۱ مهٔ ۱۹۸۰) هنرپیشه، کارگردان فیلم و فیلم‌نامه‌نویس اهل ژاپن بود. وی بین سال‌های ۱۹۲۳ تا ۱۹۶۹ میلادی فعالیت می‌کرد.

## فیلمشناسی
- سامورائی ۳: دوئل در جزیره گان‌ریو (۱۹۵۶)
- سامورایی ۲: دوئل در معبد ایچی‌جوجی (۱۹۵۵)
- سامورائی ۱: موساشی میاموتو (۱۹۵۴)

## جوایز
- برنده شیر طلایی جشنواره فیلم ونیز (۱۹۵۸) بخاطر فیلم مرد ریگشا
- بزنده جایزه اسکار افتخاری
- نامزد جایزه اسکار بهترین فیلم غیر انگلیسی‌زبان (۱۹۶۱)